# Burcht Sayn
De Burcht Sayn (Duits: Burg Sayn) is een ruïne van een 12e-eeuwse burcht in Sayn, een stadsdeel van de Duitse plaats Bendorf tussen Koblenz en Neuwied (Rijnland-Palts).

## Locatie
De ruïnes van de burcht liggen op de Kehrberg, een heuvelrug van ongeveer 110 meter lang en 40 meter breed, tussen de valleien van de Brexbach en Saynbach. Onder de ruïne ligt naar het zuiden toe het dorp Sayn. Aan de voet van de burchtheuvel staat het Slot Sayn, in de kern een 14e-eeuws gebouw dat in 1757 in barokke stijl werd herbouwd en later in de 19e eeuw werd verbouwd en vergroot in de toenmalige mode van de neogotiek. Oostelijk van de heuvelrug bevinden zich nog resten van de voorganger van de burcht, de Alte Burg, die uit de 10e of 11e stammen.
Bij de burcht ligt een grote parkeerplaats en voor de burchtmuur bevindt zich nog een parkeerplaats.

## Geschiedenis

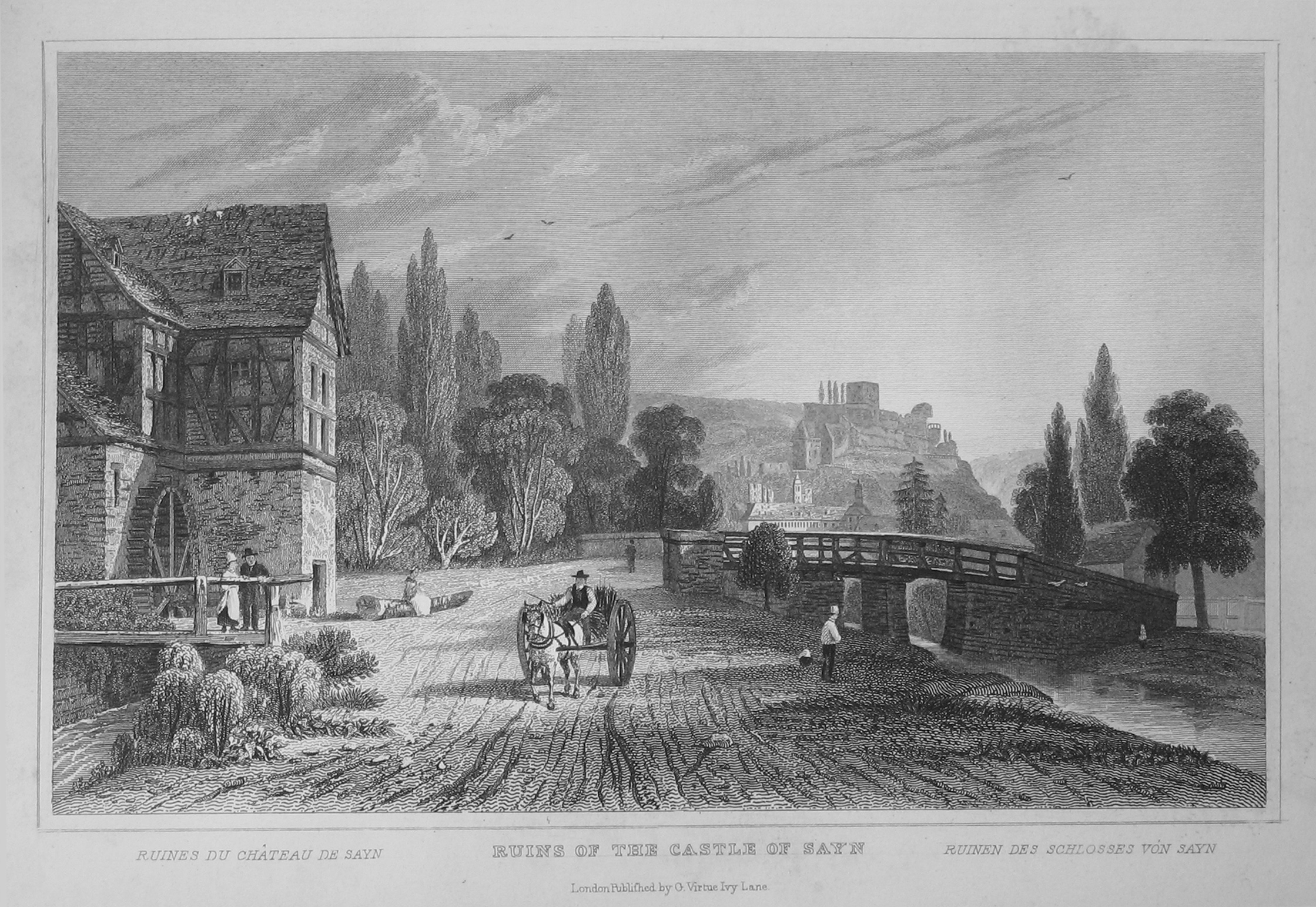
De ruïne op een staalgravure (1840)

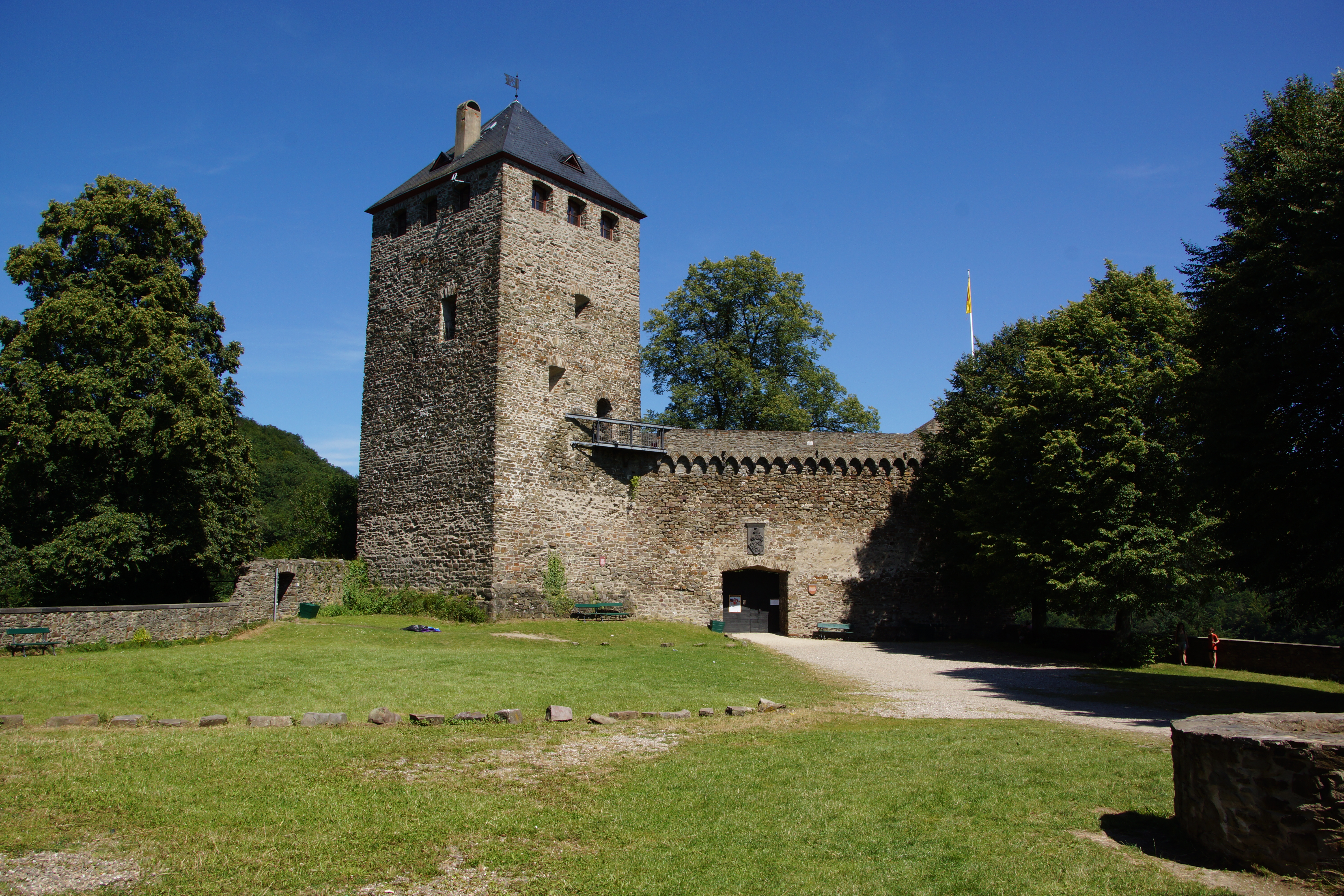
Bergfried

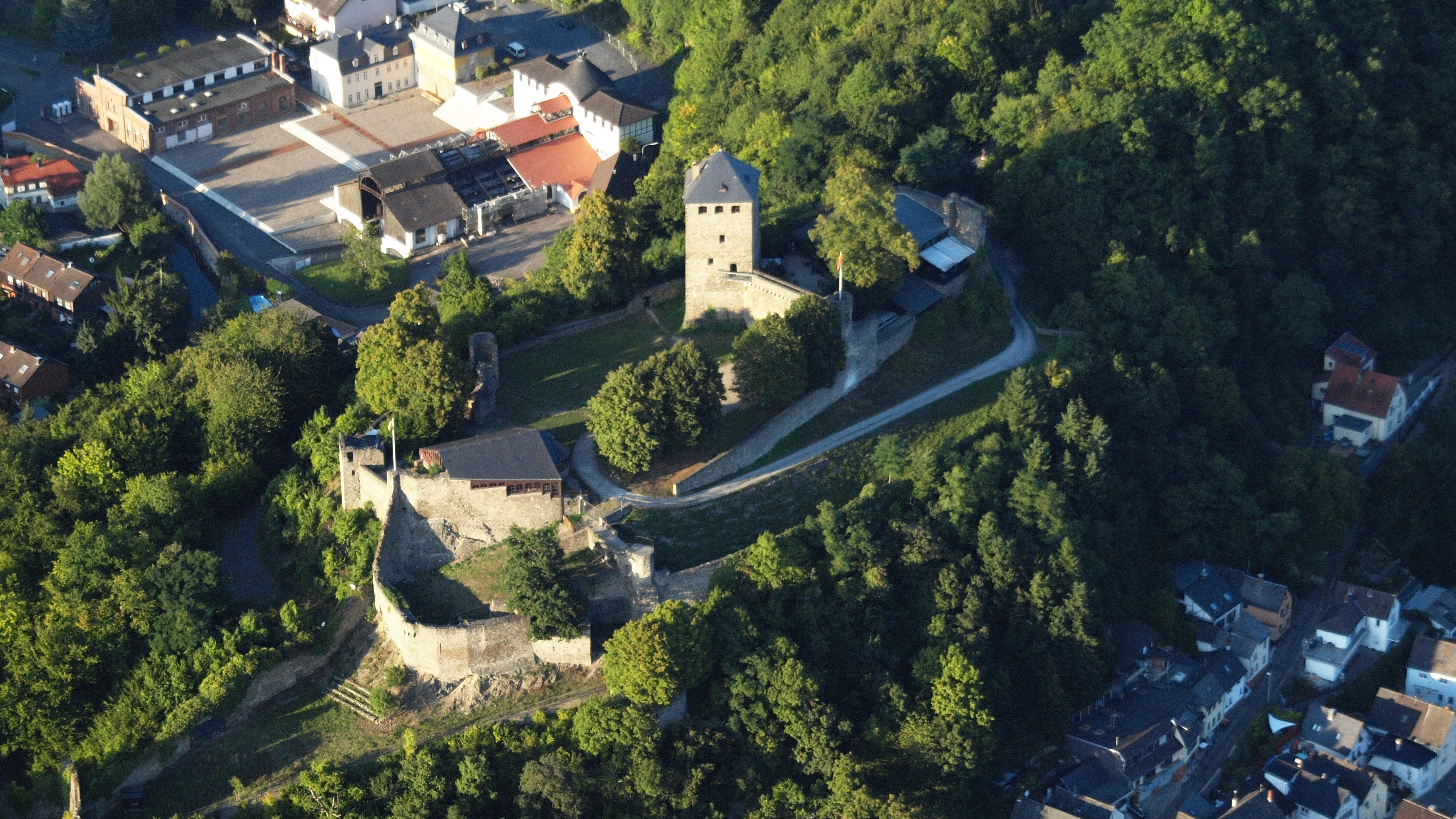
luchtfoto

Nadat een oudere burcht uit de 11e eeuw in 1152 ten minste gedeeltelijk werd verwoest, begonnen de graven van Sayn vrijwel onmiddellijk met de bouw van een nieuwe burcht op het westelijke punt van de Kehrberg. Graaf Hendrik III van Sayn en zijn gemalin Mechthild van Meissen-Landsberg regeerden in de eerste helft van de 13e eeuw vanuit de nieuwe burcht over een graafschap dat zich uitstrekte van de Lahn tot het gebied Keulen-Bonn met verder nog bezittingen aan de Moezel en het Westerwald. Hendrik III stierf in 1247 zonder opvolger. Door het huwelijk van Gotfried van Sponheim met Adelheid van Sayn werd een nieuwe lijn van het gravenhuis Sayn voortgezet. In 1361 erfde deze lijn eveneens het graafschap Wittgenstein en vanaf dat moment nam de familie de naam Sayn-Wittgensstein aan.
In 1606 stierf Hendrik IV van Sayn zonder een mannelijke opvolger. De burcht werd enkele decennia later in 1632 tijdens de Dertigjarige Oorlog door Zweedse troepen verwoest. Samen met de plaatsen Sayn, Mülhofen en Stromberg werd de burchtruïne overgedragen aan het keurvorstendom Trier, waaronder het tot het begin van de 19e eeuw bleef vallen. Na de secularisatie kreeg vorst Frederik Willem van Nassau-Weilburg, die gehuwd was met erfgravin Louise Isabelle Alexandrina Augusta van Sayn-Hachenburg-Kirchberg, de ruïne in zijn bezit. Het Congres van Wenen bepaalde echter in 1815 dat de vorst de burcht als onderdeel van de Rijnprovincie aan Pruisen moest afstaan.
Door een schenking van koning Frederik Willem IV van Pruisen kwam de burcht in 1848 via vorst Lodewijk van Sayn-Wittgenstein-Berleburg wederom in het bezit van de familie Sayn. De met hoge onderscheidingen uit Rusland teruggekeerde vorst kocht vervolgens ook het aan de voet van de burchtheuvel gelegen barokke slot aan en liet het in neogotische stijl verbouwen. Voortaan liet de nieuwe bezitter zich Sayn-Wittgenstein-Sayn noemen. De burcht bleef als ruïne bestaan en werd in de jaren 1981-1987 door de eigenaar Alexander van Sayn-Wittgenstein-Sayn gerenoveerd.  

## Beschrijving
Terwijl de zuidelijke, westelijke en noordelijke flanken van de Burcht Sayn steil naar beneden afdalen, wordt de vlakke heuvelrug aan de oostkant, waar zich ook de toegang tot de burcht bevindt, beschermd door een diepe en brede gracht. Om extra bescherming te bieden werd een schildmuur met weergang boven de gracht opgetrokken. In het noordoostelijke gedeelte van het burchtcomplex staat een goed bewaard gebleven, circa 20 meter hoge bergfried. De bergfried betreft een sterk beeldbepalend bouwelement van de burcht. De bouwperiode van de bergfried, waarvan de muren in het midden 2,4  meter dik zijn, dateert uit de late 12e eeuw. Ten zuiden van de bergfried loopt een muur, eveneens voorzien van een weergang, die de kern van de burcht in twee binnenplaatsen verdeelt. 
Uit recente opgravingen is gebleken dat het paleis oorspronkelijk aan de zuidzijde van de kleinere oostelijke binnenplaats stond, maar later verplaatst werd naar de westelijke uitloper van de rots. Vandaag de dag is er niets meer van over, behalve een 25 meter diepe put en een achthoekige traptoren. De opgravingen legden ook de fundamenten bloot van een kapel op de zuidwestelijke hoek in de vorm van een dubbelkerk met drie apsissen en een goed bewaard gebleven, rijk versierde vloer uit circa 1200.
Aan de voorzijde van de zuidelijke ringmuur is een 90 meter lange en 20 meter brede dwinger, aan de oostkant bewaakt door een kleine verdedigingstoren en aan de westkant door een bruggeschans. Daar bevindt zich eveneens een kleinere poortdwinger en verder heuvelafwaarts het middelste burchthuis, dat in westelijke richting door een muur met de hoofdburcht is verbonden. De door het Landesamt für Bodendenkmalpflege verrichte opgravingen legden ook de oorspronkelijke toegangsweg tot de kernburcht langs de zuidelijke flank door de poortdwinger bloot, die sindsdien weer kan worden begaan.